# 9638 Fuchs
9638 Fuchs este un asteroid din centura principală de asteroizi.

## Descriere
9638 Fuchs este un asteroid din centura principală de asteroizi. A fost descoperit pe 10 august 1994 la Observatorul La Silla de Eric Walter Elst. El prezintă o orbită caracterizată de o semiaxă mare de 2,40 ua, o excentricitate de 0,16 și o înclinație de 0,7° în raport cu ecliptica.